# Буйний Микола Степанович
Микола Степанович Буйний (нар. 29 березня 1927, село Рубанівка, тепер Великолепетиського району Херсонської області — ?) — український радянський діяч, новатор виробництва, старший сталевар сталеплавильного цеху № 3 Запорізького заводу «Дніпроспецсталь» імені Кузьміна Запорізької області. Депутат Верховної Ради СРСР 6-го скликання.

## Біографія
Народився в селянській родині. Освіта початкова. Трудову діяльність розпочав у 1941 році колгоспником колгоспу «Шлях до комунізму» Вожегодського району Вологодської області РРФСР.
У 1944—1951 роках — служба в Радянській армії.
У 1951—1952 роках — підручний сталевара, з 1952 року — старший сталевар сталеплавильного цеху № 3 Запорізького електрометалургійного заводу «Дніпроспецсталь» імені Кузьміна Запорізької області. Прославився високою майстерністю сталеплавлення. 12 березня 1959 року бригаді сталеварів Миколи Буйного було присвоєно звання бригади комуністичної праці.
Член КПРС з 1957 року.
Обирався членом Української республіканської ради науково-технічного товариства.

## Нагороди
- орден Леніна (19.07.1958)
- медалі
- заслужений металург Української РСР (17.07.1970)